# Beanspruchungsklasse
Eine Beanspruchungsklasse beschreibt im Allgemeinen die Anforderungen, die an bestimmte Bauteile hinsichtlich ihrer Widerstandsfähigkeit oder Robustheit gestellt werden.

## Klassifizierung von Feuchtigkeitsbeanspruchungen
Bei der Einteilung von Feuchträumen in bestimmte Beanspruchungsklassen gibt es je nach Sichtweise unterschiedliche Normen und Festlegungen:
Bautechnisch wird die Klassifizierung seit 2005 durch den Zentralverband Deutsches Baugewerbe in acht Stufen vorgenommen. Dabei wird zwischen bauaufsichtlich geregelten und nicht geregelten Bereichen unterschieden.

### Mäßig beanspruchter Bereich (bauaufsichtlich nicht geregelt)
| Klasse | Beschreibung                                                                                   | Beispiel                                                                       |
| ------ | ---------------------------------------------------------------------------------------------- | ------------------------------------------------------------------------------ |
| 0      | Wand- und Bodenflächen, nur zeitweise und kurzfristig mit Spritzwasser geringfügig beansprucht | Bäder mit haushaltsüblicher Nutzung ohne Bodenablauf mit Bade- bzw. Duschwanne |
| A01    | Wandflächen, nur zeitweise und kurzfristig mit Spritzwasser mäßig beansprucht                  | Bäder mit haushaltsüblicher Nutzung mit Bodenablauf                            |
| A02    | Bodenflächen, nur zeitweise und kurzfristig mit Spritzwasser mäßig beansprucht                 | Bäder mit haushaltsüblicher Nutzung mit Bodenablauf                            |
| B0     | Bauteile im Außenbereich mit nichtdrückender Wasserbeanspruchung                               |                                                                                |

(In den bauaufsichtlich Prüfzeugnissen gibt es keine Regelung bezüglich der Eignung von Untergründen, das heißt beim Trockenbau über die Eignung bestimmter Plattenwerkstoffe.)

### Hochbeanspruchter Bereich (bauaufsichtlich geregelt)
| Klasse | Beschreibung                                                                                       | Beispiel                                            |
| ------ | -------------------------------------------------------------------------------------------------- | --------------------------------------------------- |
| A1     | Wandflächen, durch Brauch- und Reinigungswasser hoch beansprucht                                   | Wände in öffentlichen Duschen                       |
| A2     | Bodenflächen, durch Brauch- und Reinigungswasser hoch beansprucht                                  | Böden in öffentlichen Duschen, Schwimmbeckenumgänge |
| B      | Wand- und Bodenflächen in Schwimmbecken, innen und außen mit von innen drückendem Wasser           | ---                                                 |
| C      | Wand und Bodenflächen bei hoher Wasserbeanspruchung und in Verbindung mit chemischer Beanspruchung | Fleischzerlegebetriebe                              |

Elektrotechnisch wird die Klassifizierung der für Feuchträume geeigneten Elektroinstallationen durch die Norm VDE 100 Teil 200 geregelt. Hierbei wird grundsätzlich nur zwischen trockenen und feuchten bzw. nassen Räumen unterschieden:
| Abschnitt | Beschreibung | Anmerkung |
| --------- | --- | --- |
| A.6.3     | Trockene Räume sind Räume oder Orte, in denen in der Regel kein Kondenswasser auftritt oder in denen die Luft nicht mit Feuchtigkeit gesättigt ist                                       | Hierzu gehören z. B. Wohnräume (auch Hotelzimmer), Büros; weiterhin können hierzu gehören: Geschäftsräume, Verkaufsräume, Dachböden, Treppenhäuser, beheizte und belüftbare Keller. Küchen in Wohnungen und Baderäume in Wohnungen und Hotels gelten in Bezug auf die Installation als trockene Räume, da in ihnen nur zeitweise Feuchtigkeit auftritt. |
| A.6.4     | Feuchte und nasse Räume sind Räume oder Orte, in denen die Sicherheit der Betriebsmittel durch Feuchtigkeit, Kondenswasser, chemische oder ähnliche Einflüsse beeinträchtigt werden kann | Hierzu können z. B. gehören: Großküchen, Spülküchen, Kornspeicher, Düngerschuppen, Milchkammern, Futterküchen, Waschküchen, Backstuben, Kühlräume, Pumpenräume, unbeheizte oder unbelüftbare Keller, Räume, deren Fußböden, Wände und möglicherweise auch Einrichtungen zu Reinigungszwecken abgespritzt werden: Bier- und Weinkeller, Naßwerkstätten, Wagenwaschräume, Gewächshäuser, ferner Räume oder Bereiche in Bade- und Waschanstalten, Duschecken, galvanische Betriebe. |

Die Elektroinstallation in Feucht- oder Nassräumen unterliegt weiteren Bestimmungen. So müssen dort nach VDE 0100 Teil 737 elektrische Betriebsmittel mindestens tropfwassergeschützt sein (Schutzart IPX1). In Bereichen und Räumen, in denen überdies mit Strahlwasser umgegangen wird, elektrische Betriebsmittel jedoch üblicherweise nicht zu Reinigungszwecken direkt angestrahlt werden, müssen die Betriebsmittel mindestens spritzwassergeschützt sein (Schutzart IPX4). Wo Betriebsmittel direkt abgestrahlt werden, muss deren Schutzart den Anforderungen entsprechen. (Meist Schutzart IPX6 oder höher).

## Klassifizierung von Laminatfußböden
Laminatfußböden werden nach DIN EN 685 in sechs Beanspruchungsstufen eingeteilt. Dadurch wird es dem Verbraucher ermöglicht, einen Qualitätsvergleich verschiedener Fabrikate vorzunehmen. Die Norm ist keine verpflichtende Richtlinie, wird aber von nahezu allen Herstellern angewendet.
Um dem Verbraucher deutlich vor Augen zu führen, für welche Beanspruchung der Laminatboden geeignet ist, hat der Normenausschuss gewerbliche und wohnliche Nutzung unterschieden. In beiden Nutzungsbereichen wird wiederum die Belastung nach gering, mittel und intensiv unterteilt.
Kriterien für die Einordnung in die Beanspruchungsklasse sind Lichtechtheit, Druck- und Abriebfestigkeit, Stuhlrollenfestigkeit und Unempfindlichkeit gegenüber Flecken.

### Einsatzbereiche
Die Norm unterscheidet zwischen folgenden Einsatzbereichen und Beanspruchungen: